# Christian Molitor
Christian Molitor (* 1965 in Saarlouis) ist ein deutscher Wirtschaftswissenschaftler und ehemaliger Politiker (Bündnis 90/Die Grünen). Er war 1999/2000 Landesvorstandssprecher seiner Partei im Saarland.

## Leben
Molitor wurde 1965 in Saarlouis geboren. Er besuchte die Grundschule und das Gymnasium seiner Heimatstadt. Nach dem Abitur im Jahr 1984 studierte er bis 1990 Volkswirtschaftslehre in Saarbrücken und in Michigan (USA). Anschließend arbeitete er als wissenschaftlicher Mitarbeiter an der Universität des Saarlandes und promovierte 1996.
Schon 1995 war er Referent für Wirtschafts- und Finanzpolitik der grünen Fraktion im Saarländischen Landtag geworden. Nachdem dem saarländischen Partei- und Fraktionsvorsitzenden Hubert Ulrich Unregelmäßigkeiten bei einem Autoverkauf vorgeworfen worden waren, trat dieser nicht mehr zu Landtagswahl 1999 an. Molitor wurde im April 1999 Landesvorstandssprecher der Bündnisgrünen im Saarland und übernahm auch den aussichtsreichen Platz auf der Landesliste. Aufgrund zahlreicher Affären der Grünen im Saarland verpasste die Partei den Wiedereinzug allerdings.
In der Folge wurde Molitor Finanzmarktjournalist bei der Financial Times Deutschland und arbeite dann sechs Jahre bei der Sparkasse Saarbrücken. Im Jahr 2006 wurde er zunächst stellvertretender Geschäftsführer des Sparkassenverbandes Saar und ist seit 2014 als Geschäftsführer für den Verband tätig.